# Éghezée
Éghezée (Aussprache [egəze]) ist eine Gemeinde in der Provinz Namur im wallonischen Teil Belgiens.
Die Gemeinde besteht aus den Ortsteilen Éghezée, Aische-en-Refail, Bolinne, Boneffe, Branchon, Dhuy, Hanret, Leuze, Liernu, Longchamps, Mehaigne, Noville-sur-Mehaigne, Saint-Germain, Taviers, Upigny und Warêt-la-Chaussée.

## Weblinks

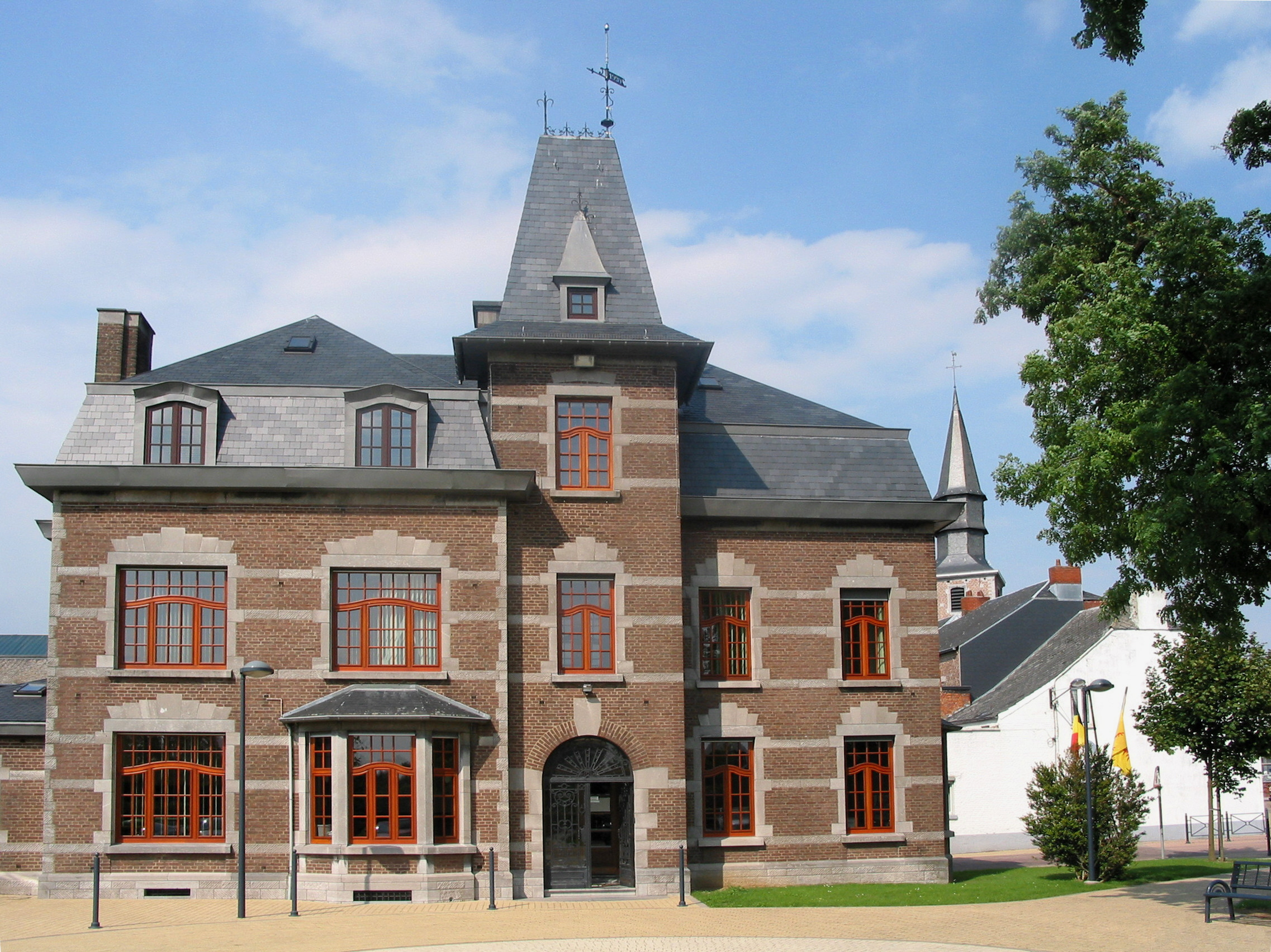
Rathaus von Éghezée